# Sidney Jelinek
Sidney Carter Jelinek –conocido como Sid Jelinek– (Wilmington, 18 de marzo de 1899-Filadelfia, 9 de marzo de 1979) fue un deportista estadounidense que compitió en remo. Participó en los Juegos Olímpicos de París 1924, obteniendo una medalla de bronce en la prueba de cuatro con timonel.

## Palmarés internacional
| Juegos Olímpicos | Juegos Olímpicos | Juegos Olímpicos  | Juegos Olímpicos   |
| Año              | Lugar            | Medalla           | Prueba             |
| ---------------- | ---------------- | ----------------- | ------------------ |
| 1924             | París (Francia)  | Medalla de bronce | Cuatro con timonel |